# Glenoleon annulatus
Glenoleon annulatus är en insektsart som beskrevs av Peter Esben-Petersen 1918. 
Glenoleon annulatus ingår i släktet Glenoleon och familjen myrlejonsländor. Inga underarter finns listade i Catalogue of Life.